# Kennedy Selskabet
Kennedy Selskabet blev stiftet i Toreby gl. Rytterskole den 29. maj 1967 på John F. Kennedys 50 års fødselsdag. Kennedy Selskabet blev stiftet af pastor Svend Aage Nielsen efter en mindegudstjeneste i Toreby Kirke på Lolland.
Kennedy Selskabets formål er "at holde John F. Kennedys og Robert F. Kennedys inspiration og livssyn levende, så deres gode ord kan blive omsat til gode handlinger". Selskabet er tværpolitisk og ledes af en bestyrelse på 5 medlemmer. Der afholdes årligt en generalforsamling efter vedtægterne.

## Priser og udgivelser
Siden den 29. maj 1977 har Kennedy Selskabet brugt John F. Kennedys bog: "Mænd af Mod" (på engelsk "Profiles in Courage") fra 1956, som en pris til et menneske, der har vist mod til gavn for sit land. Blandt modtagerne kan nævnes Nelson Mandela, Dalai Lama og Kofi Annan.
Kennedy Selskabet har oversat flere af Kennedys taler. I 1970 udgav selskabet skriftet: "NY UDENRIGSPOLITIK NU", som gengav John F. Kennedys og Robert F. Kennedys advarsler mod den voksende atomkrigsfare. Skriftet blev oversat til engelsk og russisk og sendt til statsledere og politikere i både øst og vest. Visionen i skriftet var inspireret af præsident John F. Kennedys appel den 20. januar 1961 om at skabe en ny verdensorden: "Ikke en ny magtbalance, men en ny lovens verden, hvor den stærke er retfærdig, den svage sikker, freden bevaret ".[kilde mangler]
Pastor Svend Aage Nielsen har desuden udgivet en række bøger:
- 1967: bogen "John F. Kennedys livssyn"
- 1981: bogen "KENNEDY'S PHILOSOPHY OF LIFE, Revolution of love and visions of Peace".